# カール・マルティン
カール・マルティン（Johann Karl Ludwig Martin、1851年11月24日  - 1942年11月14日）は、ドイツの地質学者である。
オランダで働き、ライデン地質学博物館の館長を務めた。古生物学や層序学、東インド諸島の新生代の動物、特に軟体動物の研究で知られる。

## 生涯
ドイツのイェヴァーで生まれた。ゲッティンゲン大学で学び、1874年に博士号を得た。ヴァイマルで教師を務め、北ヨーロッパの氷河堆積物の研究を行った。
オランダのライデンの自然史博物館を訪れた時、動物学者で館長のヘルマン・シュレーゲルに会い、1877年にライデン大学の地質学の教授の席が設けられた時にその職を得、1922年までその職にあった。
ライデン地質学博物館などに集められたオランダ植民地からの化石を研究し、1880年からはライデン地質学博物館の館長を務め、新規の購入や調査探検を行い収集品の拡充をはかった。
1884年に、アンティル諸島、1892年にモルッカ諸島、1910年にジャワ島を調査した。1922年の退職後もオランダ領東インド諸島の第三紀層序の研究を続けた。後継者にはB.G. エッシャー（Berend George Escher）がいる。